# Czymyrnar
Czymyrnar (ukr. Чимирнар) – przełęcz w Beskidach Pokucko-Bukowińskich (Karpaty ukraińskie). Położona w rejonie wyżnickim obwodu czerniowieckiego, na południowy wschód od wsi Dolisznyj Szepit, między górnymi biegami rzek Zybryneć (prawy dopływ Seretu) i Czymyrnułuj (rzeka dorzecza Suczawy).
Wysokość przełęczy to 1000,3 m n.p.m. Zbocza są dość strome, zalesione. Na południowy zachód od przełęczy jest położone pasmo Czymyrna, na południowy wschód – pasmo Tomnatyk.
Niedaleko od przełęczy (na południe) przechodzi granica ukraińsko-rumuńska. W tym rejonie ze strony ukraińskiej nie ma żadnej miejscowości, dlatego przełęcz jest dostępna wyłącznie pieszo i warunkowo przejezdna – korzystają z niej raczej tylko turyści, leśnicy i pogranicznicy.